# Angelito R. Lampon

Erzbischofswappen von Angelito R. Lampon

Angelito Rendon Lampon OMI (* 1. März 1950 in M'lang, Philippinen) ist ein philippinischer Ordensgeistlicher und römisch-katholischer Erzbischof von Cotabato.

## Leben
Angelito R. Lampon trat 1962 der Ordensgemeinschaft der Oblaten der Unbefleckten Jungfrau Maria bei und empfing am 1. April 1977 die Priesterweihe. Nach Tätigkeiten als Pfarrer und Lehrer wurde er 1988 Ordensprovinzial der Oblaten auf den Philippinen. Anschließend war er bis 1997 für seinen Orden als Generalkanzler in Rom tätig.
Papst Johannes Paul II. ernannte ihn am 21. November 1997 zum Apostolischen Vikar von Jolo und Titularbischof von Valliposita. Der Papst persönlich spendete ihm am 6. Januar des nächsten Jahres die Bischofsweihe; Mitkonsekratoren waren Giovanni Battista Re, Substitut des Staatssekretariates, und Jorge María Mejía, Sekretär der Kongregation für die Bischöfe und des Kardinalskollegiums. In der Bischofskonferenz der Philippinen war Lampon von 2009 bis 2011 stellvertretender Leiter der Kommission für interreligiösen Dialog, ehe er bis 2015 deren Leitung übernahm. 
Am 6. November 2018 ernannte ihn Papst Franziskus zum Erzbischof von Cotabato. Die Amtseinführung erfolgte am 31. Januar 2019.